# Хэнди, Генри
Генри Джемисон Хэнди (англ. Henry Jamison Handy; 6 марта 1886, Филадельфия — 13 ноября 1983, Детройт) — американский пловец, бронзовый призёр летних Олимпийских игр 1904.
На Играх 1904 в Сент-Луисе Хэнди участвовал в двух заплывах. В гонке на 440 ярдов брассом он занял третье место и выиграл бронзовую медаль. На дистанции 880 ярдов вольным стилем он стал пятым.

## Кинопроизводство
Генри Хэнди также известен как создатель множества обучающих фильмов. 